# Carlos Ruiz (beisbolista)
Carlos Joaquín Ruiz (22 de enero de 1979) es un beisbolista panameño que juega para el equipo de Chiriquí en la Liga de Béisbol de Panamá. Anteriormente jugó con los Philadelphia Phillies, Los Angeles Dodgers y Seattle Mariners. Se desempeña como receptor.

## Carrera profesional

### Philadelphia Phillies
Ruiz fue firmado por los Philadelphia Phillies en 1998 como agente libre, y debutó en las Grandes Ligas el 6 de mayo de 2006.
En el 2007 se convirtió en el receptor titular de los Phillies, año donde conectó 97 hits e impulsó 54 carreras.
Fue el jugador más valioso del tercer juego de la Serie Mundial de 2008 entre los Phillies y los Tampa Bay Rays, donde conectó un "Home run" e impulsó la carrera ganadora en la novena entrada. El equipo quedó campeón y Ruiz ganó su primer anillo de Serie Mundial.
En el 2009 impuso una marca personal con nueve jonrones conectados. Su desempeño en la postemporada de ese año fue muy bueno: bateó para .308 de promedio con tres carreras impulsadas en cuatro juegos frente a los Colorado Rockies en la Serie Divisional, registró promedio de .385 con un jonrón y cuatro impulsadas frente a Los Angeles Dodgers en la Serie de Campeonato, y bateó para .333 en la Serie Mundial de 2009 frente a los New York Yankees, quienes resultaron ganadores de la misma.
En enero de 2010, Ruiz recibió una extensión de su contrato con los Phillies por tres temporadas y 8,85 millones de dólares. En  la temporada 2010 bateó para .302 en 121 encuentros, con ocho jonrones y 53 carreras impulsadas, ayudando a su equipo a ganar la División Este de la Liga Nacional por cuarto año consecutivo.
En 2011 bateó para .283 con seis jonrones y 40 carreras impulsadas.
En la temporada 2012 disfrutó de la mejor campaña de su carrera al imponer marcas personales con 121 hits, 32 dobles, 16 jonrones, 68 empujadas, 56 anotadas y promedio de bateo de .325 en 114 partidos. Fue invitado por primera vez al Juego de Estrellas.
El 27 de noviembre de 2012, Ruiz fue suspendido por las Grandes Ligas debido al consumo de Adderall, una sustancia prohibida por la liga en 2006. Sin embargo, Ruiz obtuvo permiso para utilizar el medicamento como tratamiento para el trastorno de déficit de atención.
En 92 partidos disputados en 2013, sus registros ofensivos cayeron drásticamente: 5 jonrones, 37 carreras impulsadas, promedio de bateo de .268 y un bajo porcentaje de embasarse de .320.
El 25 de julio de 2015, Ruiz se convirtió en el segundo receptor en la historia de las Grandes Ligas, y el primero en la Liga Nacional, en recibir cuatro juegos sin hits ni carreras, cuando su compañero Cole Hamels lo consiguió ante los Cachorros de Chicago.

### Los Angeles Dodgers
El 25 de agosto de 2016, fue transferido a los Dodgers de Los Angeles a cambio de A. J. Ellis, Tommy Bergjans y un jugador a ser nombrado posteriormente. Se desempeñó como el suplente de Yasmani Grandal y registró promedio de .278 en 14 juegos.

### Seattle Mariners
Al finalizar la temporada 2016, Ruiz fue transferido a los Marineros de Seattle a cambio del lanzador Vidal Nuño.